# Cap de Pla Redon
El Cap de Pla Redon és una muntanya de 1.846 metres que es troba entre els municipis de Cabó i de les Valls d'Aguilar, a la comarca de l'Alt Urgell.
Al cim s'hi troba un vèrtex geodèsic (referència 267083001). Aquest cim està inclòs al Llista dels 100 cims de la FEEC.